# Стрибки на батуті на літніх Олімпійських іграх 2008 — чоловіки
Змагання зі стрибків на батуті серед чоловіків на літніх Олімпійських іграх 2008 року відбулись 16 — 19 серпня 2008 року в Пекінському державному палаці спорту.

## Призери
| Золото             | Срібло                   | Бронза          |
| Лу Чуньлун · Китай | Джейсон Бернетт · Канада | Дон Дон · Китай |

## Фінал
| Місце | Спортсмен               | Виконання | Виконання | Виконання | Виконання | Виконання | Складність | Штраф | Сума  |
| Місце | Спортсмен               | Суддя1    | Суддя2    | Суддя3    | Суддя4    | Суддя5    | Складність | Штраф | Сума  |
| ----- | ----------------------- | --------- | --------- | --------- | --------- | --------- | ---------- | ----- | ----- |
|       | Лу Чуньлун (CHN)        | 8.3       | 8.2       | 8.1       | 8.3       | 8.3       | 16.2       |       | 41.00 |
|       | Джейсон Бернетт (CAN)   | 7.9       | 8.0       | 7.9       | 8.0       | 8.1       | 16.8       |       | 40.70 |
|       | Дон Дон (CHN)           | 8.2       | 8.2       | 8.0       | 8.0       | 8.3       | 16.2       |       | 40.60 |
| 4     | Тетсюя Сотомора (JPN)   | 8.0       | 8.1       | 8.1       | 8.0       | 8.1       | 15.6       |       | 39.80 |
| 5     | Юрій Нікітін (UKR)      | 7.8       | 7.9       | 8.0       | 7.9       | 7.8       | 16.2       |       | 39.80 |
| 6     | Дмитро Ушаков (RUS)     | 7.7       | 7.6       | 8.0       | 7.4       | 7.5       | 16.0       |       | 38.80 |
| 7     | Олександр Русаков (RUS) | 7.5       | 7.5       | 7.2       | 7.3       | 7.7       | 16.2       |       | 38.50 |
| 8     | Миколай Казак (BLR)     | 7.1       | 7.2       | 7.4       | 7.6       | 7.5       | 16.0       |       | 38.10 |